# 假网眼瓦韦
假网眼瓦韦（学名：Lepisorus pseudoclathratus）为水龙骨科瓦韦属下的一个种。

## 扩展阅读
維基物種上的相關：假网眼瓦韦